# Colanthelia intermedia
Colanthelia intermedia är en gräsart som först beskrevs av Mcclure och Lyman Bradford Smith, och fick sitt nu gällande namn av Mcclure. Colanthelia intermedia ingår i släktet Colanthelia, och familjen gräs. Inga underarter finns listade i Catalogue of Life.